# Papir d'Ani
El Papir d'Ani és la versió més coneguda del Llibre dels Morts. Es calcula que va ser escrit durant la dinastia XVIII, cap a l'any 1300 aC i, entre tots els texts del Llibre que s'han trobat, és el que té el major nombre de capítols, tots decorats amb dibuixos que expliquen cada pas del judici d'Osiris.
És un dels papirs més grans que s'han pogut conservar, ja que fa gairebé 26 metres. Forma part dels fons del Museu Britànic des de 1888, quan ho va descobrir a prop de Luxor el Dr E. Wallis Budge, agent de compres del museu, en una tomba de la dinastia XVIII.

## Descripció
Els egiptòlegs estan d'acord que va ser escrit per tres escribes, ja que té grafies diferents encara que de la mateixa escola: la confraria de Deir el-Medina, amb les il·lustracions obra de la mateixa mà, algunes d'elles còpies entre si. El nom d'Ani apareix amb una escriptura diferent i intercalat en espais en blanc, pel que pot ser la persona que el va comprar.
Forma part de l'anomenada «versió tebana» del Llibre, amb capítols sense ordre fix. (Des de la dinastia XXVI fins a l'època ptolemaica es va usar la «versió saïta», amb un ordre fix).
Està compost per tres làmines de papir, enganxades entre si, i dividit en sis seccions d'entre 1.5 i 8 metres de longitud cadascuna. El text ocupa 23.6 metres. Estava enrotllat i subjecte amb una banda ampla de papir.

## Ani
En el text apareix qui és Ani: «Escriba real veritable, escriba i administrador de les ofrenes divines de tots els déus», «Governador del graner dels senyors d'Abidos i escriba de les ofrenes divines dels senyors de Tebes» i «Estimat del senyor del Nord i del Sud». És a dir, era un alt càrrec però el seu títol no era honorífic: era escriba veritable i administrador.
La seva esposa, Tutu, era la Senyora de la «Casa de les divines adoratrius d'Amon», i està representada amb el sistre i el collaret, instruments del seu ofici.
Tot i que potser va aprofitar un papir anterior i que per tant no tot fos fet per a ell, els dibuixos sí que ho van ser, ja que li esmenten a ell i a la seva esposa Tutu. Això confirma el coneixement del seu ofici, i probablement a més d'escollir als artistes va col·laborar en la seva realització. D'altra banda, el fet d'estar casat amb una sacerdotessa d'Amón fa creïbles els seus alts càrrecs.
Tenint en compte que aquestes còpies del Llibre dels morts costaven una fortuna, i que la majoria de les persones només podien enterrar amb elles algun capítol, de vegades sense decorar, aquest papir de grans dimensions i molt decorat ens dona una idea de la posició social i les riqueses d'Ani.

## El text

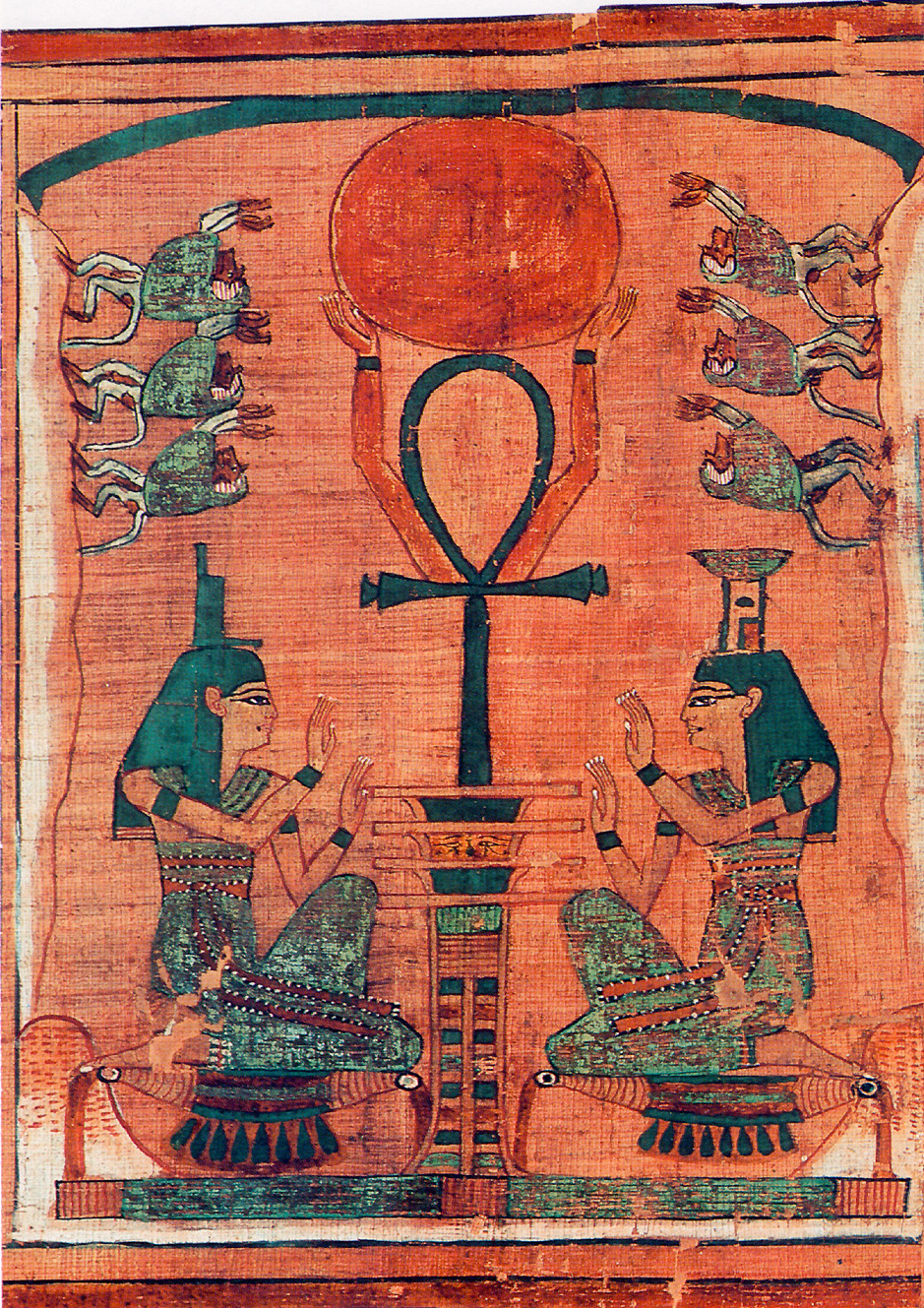
Isis i Neftis davant Osiris, amb forma de pilar Dyed. Papir d'Ani.

Sembla que el text es va adequar a les imatges (i no a l'inrevés, que sol ser l'usual). Només així s'expliquen algunes diferències amb altres versions, alguns canvis dels signes, així com la repetició del capítol xviii o l'omissió del xvii, que semblen respondre a necessitats simbòliques. D'altra banda, les explicacions d'algunes de les il·lustracions són més complexes que el mateix text.
El llibre és un manual detallat dels passos que el ca del difunt ha de seguir en la Duat per eludir els perills del camí fins a arribar al judici d'Osiris i superar amb èxit per viure eternament al Més enllà. El nom real del Llibre dels morts o papir d'Ani és Llibre per sortir al dia, tot i que el títol, podria traduir-se com El llibre de l'etern despertar.
Ha estat un del llibres més influents de la història i el referent religiós dels egipcis durant més de tres mil anys.
La versió del Papir d'Ani constitueix per la seva bona conservació, les seves descripcions i per la seva estructura, la millor font per a l'estudi del Llibre dels Morts i la versió més autoritzada de la versió tebana.
Wallis Budge va publicar el 1895 una traducció i transliteració dels jeroglífics amb comentaris descriptius de les imatges, una traducció literal i una altra adaptada.

### Continguts

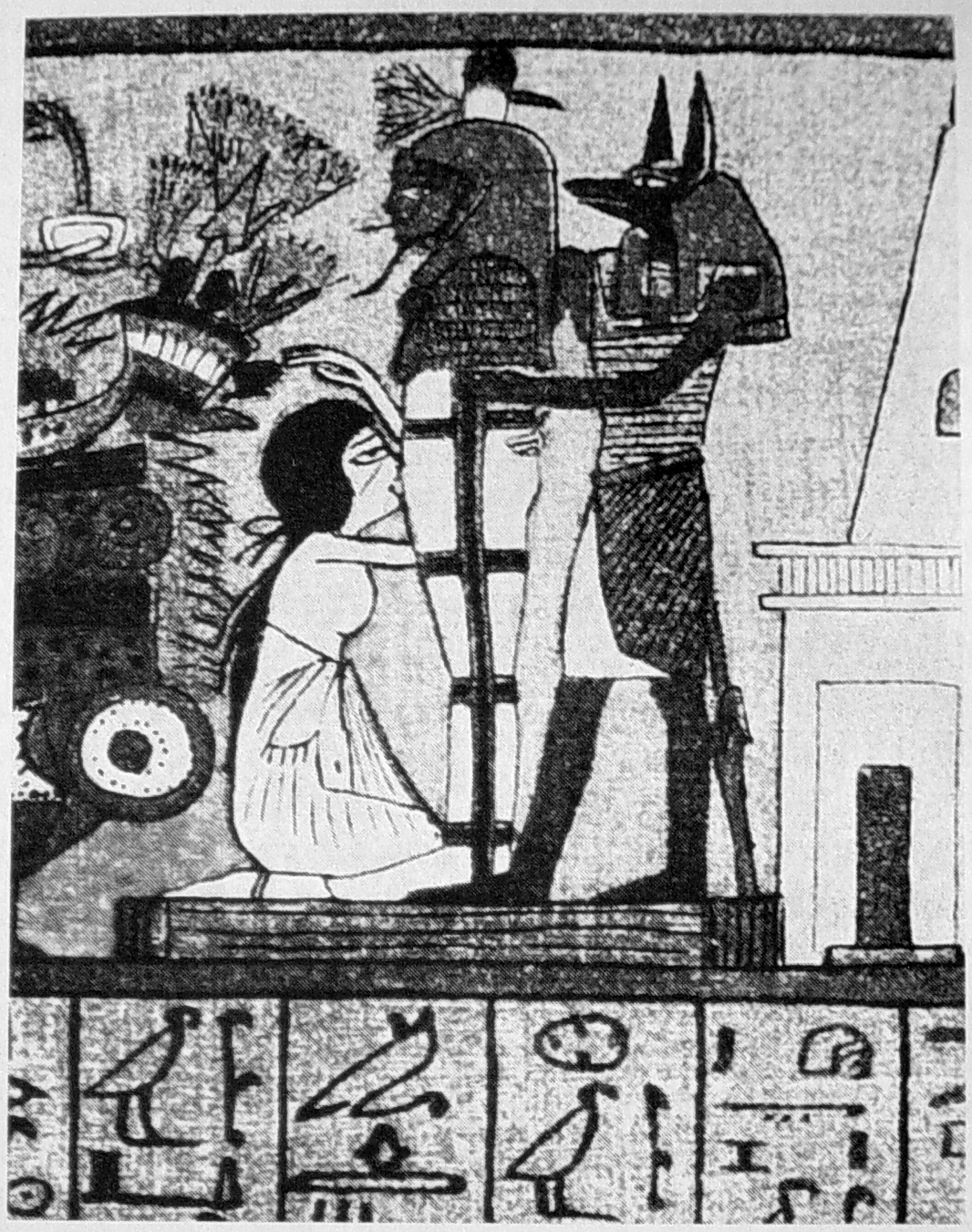
El capítol 23 del llibre de la mort (detall)

| Divisions | Seccions | Títol                                                            |
| --------- | -------- | ---------------------------------------------------------------- |
| 01        | 16       | Himnes                                                           |
| 02        | 36       | Lloances a Khert-Neter                                           |
| 03        | 08       | Els set Arits                                                    |
| 04        | 10       | Els pilons de la cambra d'Osiris                                 |
| 05        | 05       | Discursos                                                        |
| 06        | 22       | Aclamació a Thoths                                               |
| 07        | 32       | Capítol primera col·lecció                                       |
| 08        | 20       | Homenatges                                                       |
| 09        | 19       | Miscel·lània (himnes, aclamacions, homenatges, Capítol, rúbrica) |
| 10        | 18       | Capítol segona col·lecció                                        |
| 11        | 20       | Text de la cambra funerària                                      |

Nota: Les divisions varien en funció de les compilacions. 'Seccions' són grups d'oracions relacionades, no són verdaderes construccions gramaticals és un veritable. Els títols no són originals del text.